# Condado de Big Stone
O Condado de Big Stone é um dos 87 condados do estado americano do Minnesota. A sede e maior cidade do condado é Ortonville.
O condado possui uma área de 1 367 km² (dos quais 80 km² estão cobertos por água), uma população de 5 820 habitantes, e uma densidade populacional de 5 hab/km² (segundo o censo nacional de 2000). O condado foi fundado em 1862.